# Marius Ngjela
Marius Ngjela (Coriza, 22 gennaio 1983) è un ex calciatore albanese, di ruolo attaccante.

## Biografia
È noto anche come Marjus Ngjela, oltre che con il nome italianizzato Mario Ngjela.

## Carriera
Dalla metà degli anni 2000 fino al 2011 partecipa a diverse edizioni della Kategoria Superiore, in particolare con la maglia dello Skënderbeu, giocando in aggiunta anche 2 partite nei turni preliminari della Coppa UEFA 2008-2009 e 2 partite in quelli della UEFA Europa League 2009-2010.